# Gyárváros (városrész, Pécs)
Gyárváros Pécs egyik városrésze a Basamalom, a Jankovics-telep, Üszögpuszta és Újhegy között. Tengerszint feletti magassága 140-180 méter.

## Története
A Gyárvárosi Általános Iskolától és templomtól délre eső területen kertvárosias településrész jött létre a 19. század végén és a 20. század elején. A 19. század elején kezdődött ezen a területen a helyi gyáripar kibontakozása. Téglagyár működött a közeli Budai-vámnál (Lauber-téglagyár), gőzmalom (Hengermalom) létesült a mai Mohácsi út mellett. Fontos ipartelep volt a Szénmosó, szénosztályozó, és ide települt később a Brikettgyár, Gázgyár és a Kokszmű. A Panelgyárban készültek az uránvárosi, kertvárosi és a meszesi panel lakóépületek elemei az 1960-as évektől 1989-ig. A pécsi panel történetét Rozvány György írta meg.
A városrész közepén a 20. században családi házas övezet alakult ki.